# Křesťansko-sociální strana lidová
Křesťansko-sociální strana lidová byla česká politická strana na území Čech za Rakouska-Uherska založená koncem 19. století, která reprezentovala katolický politický tábor, respektive jeho levicové, křesťanskosociální křídlo.

## Dějiny a ideologie
Vznikla roku 1899, když se z dosavadní Křesťansko-sociální strany v Čechách vedené Rudolfem Horským odtrhlo levicové křídlo mladých politiků okolo Václava Myslivce.
V roce 1906 se obě strany dočasně spojily do Strany katolického lidu (do ní přistoupila i pravicová Národní strana katolická v království Českém). V Straně katolického lidu pak v následujících letech Myslivcovo křídlo převládlo a roku 1910 ji přejmenovalo na Českou stranu křesťansko-sociální v království Českém. Když se ale Václav Myslivec stal aktérem vnitrostranického sporu, opustil ji a v březnu 1912 založil Křesťansko-sociální stranu lidovou jako obnovenou samostatnou formaci z roku 1899.
Po roce 1918 patřil Myslivec a jeho formace mezi jedny ze zakládajících součástí celostátní Československé strany lidové.